# Советский композитор
«Советский композитор» — всесоюзное музыкальное издательство, печатный орган Союза композиторов СССР.

## История
Издательство было основано в 1956 году в Москве, спустя год открылось отделение в Ленинграде, затем в 1958 — в Киеве. Подготовительная работа по созданию издательства велась в 1950—1955 годах отделом пропаганды Музыкального фонда СССР. В 1964 году «Советский композитор» был объединён с издательством «Музгиз» в издательство «Музыка» с двойным подчинением Комитету по печати при Совете Министров СССР и Союзу композиторов СССР, а в июле 1967 года вновь выделено в самостоятельное издательство.
Издательство «Советский композитор» специализировалось на выпуске сочинений советских авторов — композиторов и музыковедов. Издавало клавираусцуги и партитуры опер, балетов, оперетт, симфонических и камерных произведений, пособия по игре на различных инструментах, труды по эстетике, исследования по народному творчеству, музыкальные словари и прочее. Среди наиболее значимых музыковедческих изданий — «История музыки народов СССР» в 6 томах. Также «Советский композитор» выпускал журналы «Музыкальная жизнь» и «Советская музыка».
В системе Госкомиздата СССР в 1980-х гг. издательство имело код 082 и входило в главную редакцию художественной литературы, будучи издательством Союза композиторов СССР. В 1987 году издательство размещалось по адресу: 103006, Москва, Садовая Триумфальная ул., 14/12. В 1979—1990 гг. показатели издательской деятельности издательства были следующие:
|                                       | 1979   | 1980   | 1981   | 1985   | 1987   | 1988   | 1989    | 1990   |
| ------------------------------------- | ------ | ------ | ------ | ------ | ------ | ------ | ------- | ------ |
| Кол-во книг и брошюр, печатных единиц | 54     | 42     | 33     | 42     | 51     | 47     | 45      | 47     |
| Тираж, тыс экз.                       | 596,9  | 656,7  | 347,1  | 740,0  | 959,0  | 1025,4 | 1451,6  | 678,3  |
| Печатных листов-оттисков, млн         | 8,1615 | 7,5131 | 4,7899 | 9,2475 | 14,185 | 12,456 | 14,6341 | 7,8852 |

В 1992 году «Советский композитор» прекратил деятельность в связи с распадом СССР. Его преемником является Издательство «Композитор • Санкт-Петербург».